# Giải Tinh thần độc lập cho quay phim xuất sắc nhất
Giải Tinh thần độc lập cho quay phim xuất sắc nhất là một trong các giải Tinh thần độc lập dành cho quay phim độc lập (ngoài Hollywood), được bầu chọn là xuất sắc nhất. Giải này được lập từ năm 1986.

## Các người đoạt giải & được đề cử

### Thập niên 1980
1986
- Toyomichi Kurita phim Trouble In Mind
- Michael Ballhaus - After Hours
- Barry Sonnenfeld - Blood Simple
- Michael Chin - Dim Sum

1987
- Bob Richardson phim Platoon
- Frederick Elmes - Blue Velvet
- Robby Müller - Down by Law
- Bob Richardson - Salvador
- Ed Lachman - True Stories

1988
- Haskell Wexler phim Matewan
- Robby Müller - Barfly
- Amir Mokri - Slamdance
- Fred Murphy - The Dead
- John Bailey - Tough Guys Don't Dance

1989
- Sven Nykvist phim The Unbearable Lightness of Being
- Gregory Cummins - Patti Rocks
- Tom Richmond - Stand and Deliver
- Robert Richardson - Talk Radio
- Toyomichi Kurita - The Moderns

### Thập niên 1990
1990
- Robert Yeoman phim Drugstore Cowboy
- Oliver Stapleton - Earth Girls Are Easy
- Robby Müller - Mystery Train
- Toyomichi Kurita - Powwow Highway
- Robert Tregenza - Talking To Strangers

1991
- Frederick Elmes phim Wild at Heart
- Peter Deming - House Party
- Bojan Bazelli - King of New York
- Amir Mokri - Life is Cheap, But Toilet Paper is Expensive
- Robert Young - The Plot Against Harry

1992
- Walt Lloyd phim Kafka
- Roger Deakins - Homicide
- Eric Alan Edwards 6 John Campbell - My Own Private Idaho
- Tom Richmond - Pastime
- Johnny Jensen - Rambling Rose

1993
- Frederick Elmes phim Night on Earth
- Jon Jost - All the Vermeers in New York
- Jean de Segonzac - Laws of Gravity
- Ed Lachman - Light Sleeper
- Ellen Kuras - Swoon

1994
- Lisa Rinzler phim Menace II Society
- James Bagdonas - American Heart
- Nancy Schreiber - Chain of Desire
- Elliott Davis - Equinox
- Alex Vlacos - Ruby in Paradise

1995
- John Thomas phim Barcelona
- Jong Lin - Eat Drink Man Woman
- Alexander Gruzynski - I Like It Like That
- Greg Gardiner - Suture
- Stevan Larner - The Beans of Egypt, Maine

1996
- Declan Quinn phim Leaving Las Vegas
- Tom Richmond - Little Odessa
- Jim Denault - Nadja
- Elliott Davis - The Underneath
- Newton Thomas Sigel - The Usual Suspects

1997
- Roger Deakins phim Fargo
- Bill Pope - Bound
- Rob Sweeney - Color of a Brisk and Leaping Day
- Robby Müller - Dead Man
- Ken Kelsch - The Funeral

1998
- Declan Quinn phim Kama Sutra
- Frank DeMarco - Habit
- Robert Elswit - Hard Eight
- Michael Barrow 6 John Foster - Sunday
- Alex Vendler - The Bible and Gun Club

1999
- Maryse Alberti phim Velvet Goldmine
- Paul Sarossy - Affliction
- Malik Sayeed - Belly
- Tami Reiker - High Art
- Matthew Libatique - Pi

2000
- Lisa Rinzler phim Three Seasons
- Jeffrey Seckendorf - Judy Berlin
- Anthony Dod Mantle - Julien Donkey-Boy
- Harlan Bosmajian - La Ciudad
- M. David Mullen - Twin Falls Idaho

2001
- Matthew Libatique phim Requiem for a Dream
- Xavier Grobet & Guillermo Rosas - Before Night Falls
- Tim Orr - George Washington
- John De Borman - Hamlet
- Lou Bogue - Shadow of the Vampire

2002
- Peter Deming phim Mulholland Drive
- Frank DeMarco - Hedwig and the Angry Inch
- Wally Pfister - Memento
- W. Mott Hupfel III - The American Astronaut
- Giles Nuttgens - The Deep End

2003
- Ed Lachman phim Far From Heaven
- Harris Savides - Gerry
- Richard Rutkowski - Interview with the Assassin
- Alex Nepomniaschy - Narc
- Ellen Kuras - Personal Velocity

2004
- Declan Quinn phim In America
- Harris Savides - Elephant
- M. David Mullen - Northfork
- Derek Cianfrance - Quattro Noza
- Mandy Walker - Shattered Glass

2005
- Eric Gautier phim The Motorcycle Diaries
- Tim Orr - Dandelion
- David Greene - Redemption
- Ryan Little - Saints and Soldiers
- Maryse Alberti - We Don't Live Here Anymore

2006
- Robert Elswit phim Good Night, and Good Luck
- Adam Kimmel - Capote
- John Foster - Keane
- Harris Savides - Last Days
- Chris Menges - The Three Burials of Melquiades Estrada

2007
- Guillermo Navarro phim Pan's Labyrinth
- Anthony Dod Mantle - Brothers of the Head
- Arin Crumley - Four Eyed Monsters
- Michael Simmonds - Man Push Cart
- Aaron Platt - Wild Tigers I Have Known

2008
- Janusz Kaminski phim The Diving Bell and the Butterfly
- Mott Hupful - The Savages
- Milton Kam - Vanaja
- Mihai Malaimare, Jr. - Youth Without Youth
- Rodrigo Prieto - Lust, Caution

2009
- Maryse Alberti phim The Wrestler
- Lol Crawley - Ballast
- James Laxton - Medicine for Melancholy
- Harris Savides - Milk
- Michael Simmonds - Chop Shop